# Jerry Baker Memorial Velodrome
Jerry Baker Memorial Velodrome — открытый велотрек расположенный Редмонде (штат Вашингтон, США). 

## История
Велотрек был открыт в 1975 году и получил название Marymoor Velodrome. Овал трека имеет длину 400 метров и бетонное покрытие, а угол наклона в поворотах составляет 23 градуса, что среди соревновательных велотреков мира считается довольно пологим уклоном. В последующие четыре года были установлены перила, организована парковка и сделана система освещения. В 1990 году внутри трека добавили круг для разминки.
Всего через два года после своего открытия, в 1977 году, впервые принял чемпионат США по трековому велоспорту, который также проводился на треке  в 1986, 1989, 1991, 1992, 1994, 1998 и 2001 годах.
В конце июля 1990 года на велотреке прошли соревнования по трековому велоспорту в рамках Игр доброй воли 1990.
В 2014 году проходил чемпионат США по трековому велоспорту в категории Мастерс (35 лет и старше).
После смерти 10 сентября 2015 года Джерри Бейкера, велоэнтузиаста и организатора многочисленных гонок на велодроме, велодром был переименован в Jerry Baker Memorial Velodrome.
Управляется компанией  Marymoor Velodrome Association.